# سدح
شهرستان سدح (به عربی:  ولایة سدح ) یکی از شهرستان‌های استان ظفار در کشور پادشاهی عمان است. معرفی بیشتر شهر سدح در کتاب عمان از دریچه صلاله آمده است.
https://taaghche.com/book/227188

## جمعیت
جمعیت آن در حدود ۴۳۷۰ هزار نفر می‌باشد.